# 関根明子 (声優)
関根 明子（せきね あきこ、1959年10月5日 - 2025年8月1日）は、日本の女性声優、ナレーター。
東京都中央区勝どき出身。RME所属。夫は声優の柴田秀勝。長男はRME代表取締役の柴田勝俊。

## 略歴
青二塾東京校第6期生卒業。かつては青二プロダクションに所属していたが、2020年4月1日よりRMEへ移籍。
2025年8月1日22時頃、転移性脳腫瘍のため東京都内の病院で死去。65歳没。8月2日、RMEのサイトで訃報が発表された。2023年に食道癌と診断され、入退院を繰り返していた。

## 人物
- 音域はF - F - C[7]。
- 趣味は旅行、ガーデニング、水泳、ゴルフ[2]。特技は料理[2]。
- 免許は普通自動車運転免許[2]。

## 出演

### テレビアニメ
1991年
- ゲッターロボ號（ニュースキャスター）
- 魔法使いサリー（第2作）（春の女神、オンディーヌ）

1992年
- 緊急発進セイバーキッズ（母親 他）
- ボーイフレンド（柾の母）

1993年
- 蒼き伝説シュート!（平松しずこ）
- GS美神（綾の母）
- ツヨシしっかりしなさい（春美の母、主婦）

1995年
- アニメ世界の童話（おばさん、妃、皇妃）

2008年
- はたらキッズ マイハム組（紫蘭）

2012年
- 爆丸バトルブローラーズ ガンダリアンインベーダーズ（コード・イヴ）

### OVA
- Crying フリーマン（1988年、観客）
- 小学生の誘拐防止 ユミちゃんあぶないよ!（1991年、お母さん）
- 永遠のフィレーナ（1992年、王妃）
- ときめきメモリアル（1999年、如月未緒）

### ゲーム
1989年
- ダンジョンエクスプローラーII（女神エリス）

1991年
- レディファントム（イレーテ、ソフィア）

1992年
- 卒業 〜Graduation〜（加藤美夏〈初代〉）
- Super Schwarzschild II（カルマード・ハルナリオーク）

1993年
- サイボーグ009（姉）
- ダンジョンエクスプローラーII（女神エリス）
- 天外魔境 風雲カブキ伝（ジョイア）

1994年
- ときめきメモリアルシリーズ（如月未緒）

1995年
- ときめきメモリアル〜forever with you〜（禅門怪人モンドー、金太郎侍〈吉宗〉、如月未緒）

1996年
- ブルーブレイカー 〜剣よりも微笑みを〜（ワイズ）

1997年
- ときめきメモリアル ドラマシリーズ vol.1 虹色の青春（如月未緒）

1998年
- G.A.S.P!! 〜Fighter'sNEXTream〜（飛勇瀬里奈）
- ときめきメモリアル ドラマシリーズ vol.2 彩のラブソング（如月未緒）

1999年
- ときめきメモリアル ドラマシリーズ vol.3 旅立ちの詩（如月未緒）
- めぐり愛して（神崎せれな）

2021年
- イース6 オンライン〜ナピシュテムの匣〜（アルマ）

2022年
- ラストオリジン（レナ・ザ・チャンピオン）

### 吹き替え
- 心の旅路（ポーラ）※PDDVD版
- ザ・シークレット・ハンター（母親）

### CD
- カセットブック イズミ幻戦記 鳴動編（叶省吾の母）
- CDドラマ かまいたちの夜（香山春子）
- CDシアター ドラゴンクエスト
  - CDシアター ドラゴンクエストIV（ネネ）
  - CDシアター トルネコの大冒険 不思議のダンジョン（ネネ）
- ときめきメモリアルシリーズ（如月未緒）
  - CDドラマ ときめきメモリアル シリーズ
  - ステレオドラマ もっと!ときめきメモリアル シリーズ
  - ときめきメモリアル FANTASICクリスマスパーティー
  - ときめきメモリアル ボーカルベストコレクション
  - ときめきメモリアル ボーカルベストコレクション3
  - ときめきメモリアル ボーカルベストコレクション アンコールスペシャル
  - ときめきメモリアル 虹色の青春 forever Vol.1 - 5
  - ときめきメモリアル 彩のラブソング with you vol.1 - 5

### テレビドラマ
- 妖ばなし（2018年、TOKYO MX）第39話「化け物使い」 - オペレーター北見 役

### ナレーション
- NHKニュースおはよう日本（コーナーナレーション）
- 自然の便り
- 「連続テレビ小説 さくら」番宣
- 教育トゥディ
- 趣味悠々 〜簡単ペインティング〜・犬は大事なパートナー
- 中学理科特別シリーズナレーション
- 韓国点描
- 素敵にガーデニングライフ
- 「父への旅」秋山仁・唐十郎
- BSデイベート どうする少子化
- BSパワーアップ! エネルギー未来塾2006
- NNNニュースプラス1（コーナーナレーション）
- ザ・ワイド（コーナーナレーション）
- どうぶつ奇想天外!＃295
- ニュースの森（コーナーナレーション）
- ブロードキャスター（コーナーナレーション）
- FNNスーパーニュース（コーナーナレーション）
- 情報プレゼンター とくダネ!（コーナーナレーション）
- 皇室特番
- タブロイドTV
- ワイド!スクランブル 特番（コーナーナレーション）
- 次郎長の素顔
- 情熱の系譜
- 至福の温泉宿
- シュミットさん・京都
- ソネットチャンネル
- 匠の息吹を伝える
- ナショナル ジオグラフィック チャンネル「生命誕生」
- ナショナル ジオグラフィック チャンネル「新しいチンパンジー」
- 堀内孝雄 CD・ムーン「花束」語り
- ジブリの絵職人 男鹿和雄展DVD
- 映画「檸檬のころ」ナビゲーションDVD

### 舞台
- 青山二丁目劇場 Voice Fair 2004「桃太郎伝説異聞」
- 「うさぎはねている」青山円形劇場
- 「パスタとかけそば」青山円形劇場
- 「雪女」巡回公演
- 「リトル・ヤンキース」東京芸術劇場小

### CM
- 日本たばこ産業 セノビー 海鳥の未来私達の未来
- 多摩テック 天然温泉CM
- デアゴスティーニ・ジャパン 週刊 服部幸應のしあわせクッキング
- DS陰山メソッド ます×ますプレ百ます計算 百ますの前にこれだよ!
- ポンズ リフティングフェイス
- 三越ゼネラル カタログCM

### ラジオドラマ
- サイボーグ009 誕生編（ヒルダ）